# نيستور إل مايسترو
نيستور إل مايسترو (بالإنجليزية: Nestor El Maestro)‏ هو لاعب كرة قدم ومدرب كرة قدم صربي وبريطاني، ولد في 25 مارس 1983 في بلغراد في صربيا. لعب مع شتورم غراتس.

## وصلات خارجية
- نيستور إل مايسترو على موقع قاعدة بيانات كرة القدم.إي يو (الإنجليزية)
- نيستور إل مايسترو على موقع Soccerway.com (الإنجليزية)
- نيستور إل مايسترو على موقع عالم كرة القدم.نت (الإنجليزية)